# Manuel Caetano de Sousa (architecte)
Manuel Caetano de Sousa (1738-1802) est un architecte portugais. Il a étudié l'architecture avec son père Tomás Caetano. 
Il est représentatif de la fin de l'architecture baroque et du style rococo. 

## Biographie

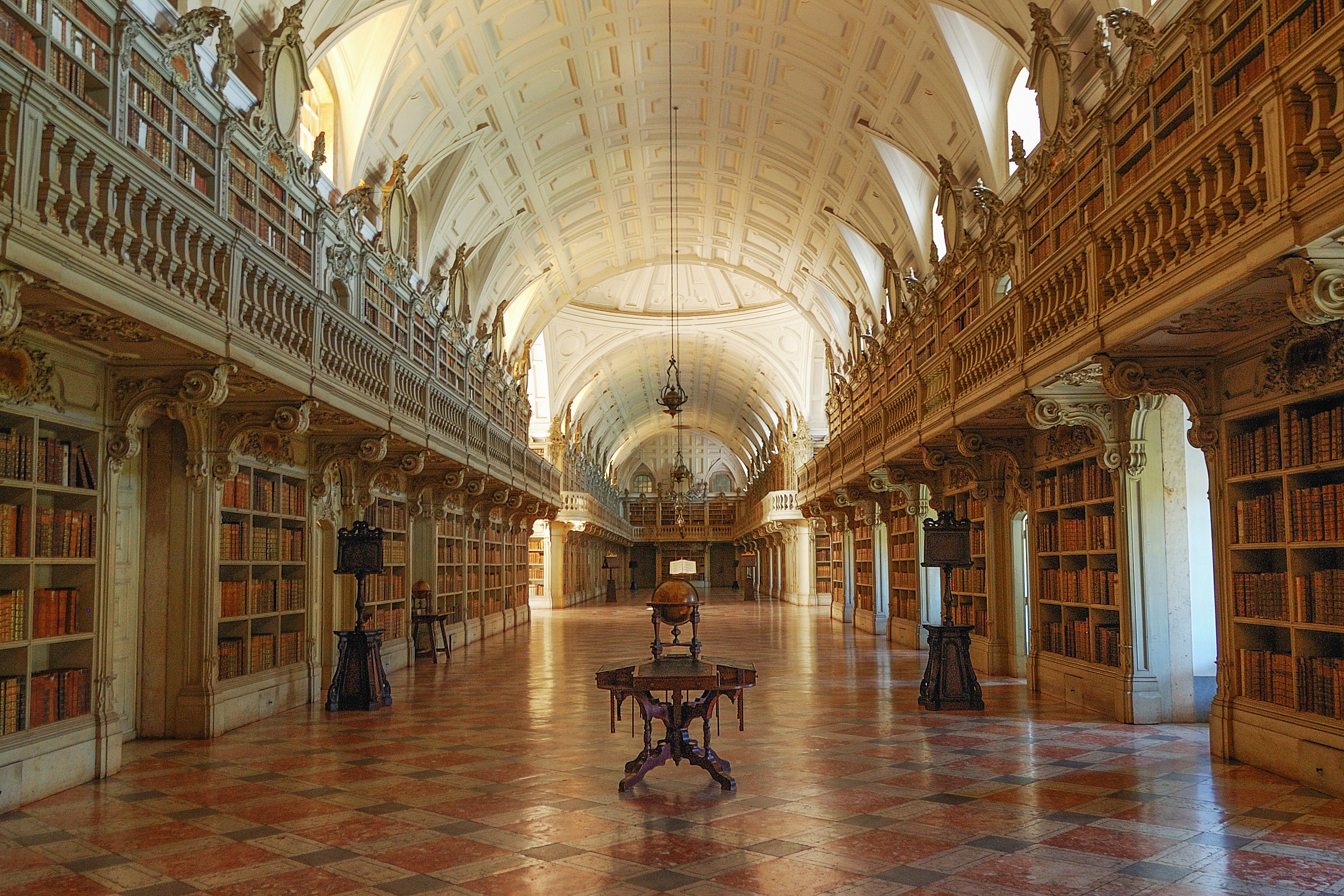
Bibliothèque du Palais de Mafra

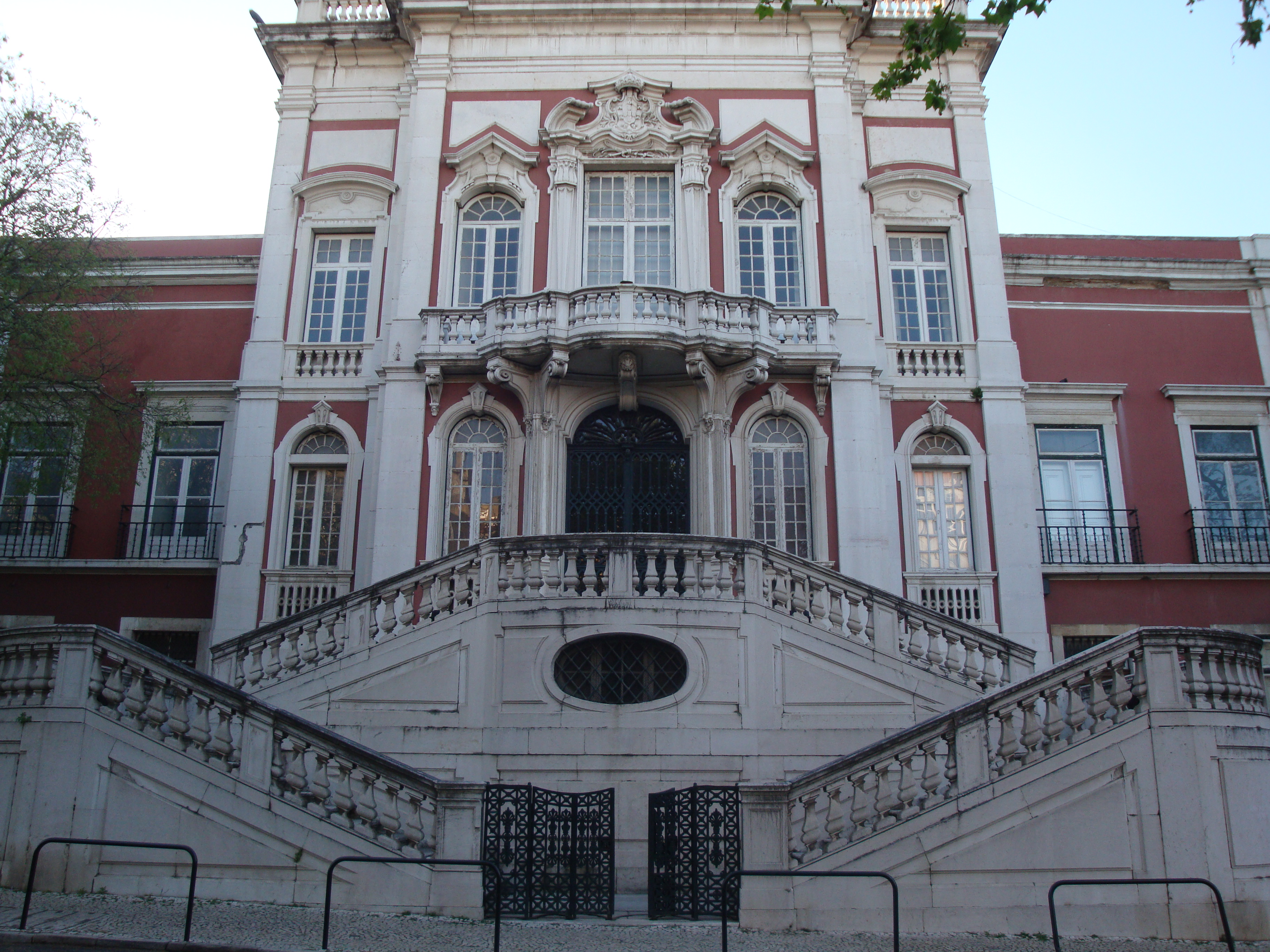
Chapelle du palais de Bemposta

À la mort de Mateus Vicente de Oliveira, il est devenu architecte à la famille royale et a été nommé architecte responsable de la Casa do Infantado et  des travaux publics avec le grade de colonel d'artillerie.
En sa qualité d'architecte royal, il a travaillé sur divers des nombreux palais royaux. En 1771, à la demande du cardinal da Cunha, il était responsable de la construction la grande bibliothèque du Palais de Mafra, puis, en 1786, de l'aile est du palais de Queluz, qui est aujourd'hui la partie du palais réservée aux visites des chefs d'État.
Il est l'auteur de la conception initiale dans le style baroque du Palais national d'Ajuda, dont la première pierre est posée en 1795. Il en a suivi la construction pendant des années. Après sa mort, les architectes Francisco Xavier Fabri (1761-1817) et José da Costa e Silva (1747-1819) vont modifier le projet dans le style néoclassique. On peut voir la tour de la chapelle royale.
près les destructions produites par le tremblement de terre de Lisbonne, en 1755, il a reconstruit l'église de l'Incarnation ( igreja paroquial da Nossa Senhora da Encarnação ), en 1784, de l'église du couvent Saint-Dominique (igreja São Domingos) et la chapelle du palais de Bemposta. 
Il a construit en 1792 le palais de ducs de Palmela, à Lisbonne.
En 1795, en l'honneur de la naissance de Dom António (1795-1801), prince de Beira, il a conçu un amphithéâtre utilisée comme corrida sur la Terreiro do Paço à Lisbonne.
Il a été décoré de l'ordre d'Avis.

## Famille
Il est le père et le maître de Francisco António de Sousa qui lui a succédé sur les ouvrages où il exerçait son art 

### Articles annexes
- Architecture du Portugal